# OurCrowd
OurCrowd Es una plataforma de inversión para inversores acreditados e instituciones para invertir en compañías emergentes, compañías en etapa temprana y fondos de Capital Riesgo. Con sede en Jerusalén, la compañía lanzada en febrero de 2013 cuenta con ramas en los Estados Unidos, Reino Unido, Canadá, Australia, España y Singapur.
Para octubre de 2020 OurCrowd tiene un aproximado de $1.5 mil millones de dólares en fondos comprometidos. OurCrowd Utiliza el crowdfunding como su modelo. En equidad crowdfunding, las inversiones hacia una compañía son mezclados entre los inversores. OurCrowd deja a cada inversor escoger las compañías individuales en las cuales el quiera invertir. OurCrowd es solo disponible para inversores acreditados, y requieren que su portafolio israelí donen una porción a la caridad como parte del cierre de cualquier ronda de financiación.
Pitchbook Ha valorado a OurCrowd como "fondo VC mas activo en Israel." OurCrowd Invierte su capital en todas las compañías y fondos de Capital riesgo que ofrece en su plataforma, y extiende la oportunidad de invertir a través de su membresía acreditada bajo los mismos términos.

## Historia
OurCrowd fue lanzada en febrero de 2013 en Jerusalem, por el Capitalizador riesgo e inversor de ángel Jonathan Medved. Medved empezó a concebir la idea de una plataforma de Crownfunding online en 2012. En marzo de 2013, OurCrowd abrió oficina estadounidense en San Diego. También tiene oficinas en Tel Aviv, Herzilya, Nueva York, Toronto, Londres, Sídney, Madrid, Hong Kong, y Singapur. En noviembre de 2013, OurCrowd se asocio con GE Aventuras, la rama de capital riesgo de general Electric, permitiendo a GE junto con OurCrowd invertir en Capital riesgo.
En julio de 2016 la compañía lanzó "Nuestro Fondo de Innovación", este invierte en ecosistemas de innovación australianos.
En noviembre de 2016  OurCrowd anuncio un nuevo fondo que llamaron Qure, centrando en rondas de Serie A e inversiones de compañías emergentes de salud digital.
En diciembre de 2016 OurCrowd Portfolio Index Fund fue lanzado.
En enero de 2018, OurCrowd anunció que sus incubadores de etapas semillas laboratorios/02 estaría invirtiendo en 100 compañías emergentes en el periodo de 10 años.
En mayo de 2018, OurCrowd se alió con el Bangkok Bank Public Compañy Limited para explorar alianzas directas entre inversores tailandeses y OurCrowd.
En junio de 2019, la Autoridad de Innovación del Israel anunció su selección de un consorcio que consta de Tnuva, Tempo Beverages, OurCrowd, y Finistere ventures para hacer de incubadores de foodtech en el norte de Israel. El gobierno proporcionará $100 millones de dólares en fondos para la incubadora por los próximos 8 años.
Para febrero de 2020, la carpeta de OurCrowd consiguió 36 salidas desde su lanzamiento en 2013.

## OurCrowd Global Investor Summit

Charla diaria de Nusar Yassinen en el escenario del OurCrowd Global Investor Summit de 2019

OurCrowd Global Investor Summit es una conferencia anual con sede en Jerusalén: #VC dirigentes, empresas de multinacional, inversores institucionales e individuales, entrepreneurs, y otro relacionó profesionales. La conferencia cubre tres días, pero el acontecimiento principal es el día final  qué incluye contenido (encima-etapa y exposiciones interactivas) networking oportunidades, satélite y reuniones empresariales acontecimientos.
La primera cumbre global del inversor de OurCrowd fue en Jerusalén entre el 9-10 de diciembre de 2014. Al evento asistieron 700 personas de 27 países
En enero de 2016, OurCrowd junto a 3000 personas entre inversores y emprendedores por su cumbre anual en Jerusalén.
En febrero de 2017, OurCrowd consiguió el doble de asistencia con 5,000 emprendedores e inversionistas provenientes de 80 países alrededor del mundo a Jerusalén. Fue descrito por la prensa internacional como el mayor evento de inversión en la historia de Israel.

Charla con el premio nobel Daniel Kahneman en la cumbre de 2019

El 7 de marzo de 2019, OurCrowd rompió su propio registró con más de 18,000 registros para su cumbre. Los hablantes incluían a Daniel Kahneman, Ron Fisher, Daniel Bonderman, Kira Radinsky, entre otros.

## Premios
En sus años de actividad OurCrowd ha ganado varios premios y reconocimiento de industria en múltiples ocasiones. En 2014, OurCrowd fue el puesto 22 en el informe The 50 Best Fintech Innovators, una colaboración entre AWI, KPMG Australia, y el FSC. OurCrowd fue nombrado en múltiples ocasiones en 'Fintech 100'.
En 2015, OurCrowd fue el número 23 de 24 de la lista de Forbes 'list of 24 Israeli companies you should watch'. En 2017, OurCrowd era ranked #23 en Empresarial Insider  tecnología más fresca startups en Israel. Además, OurCrowd estuvo presente en la lista de Fast Company como una de las compañías mas innovadoras en 2016 y en 2018.
En marzo de 2019, PitchBook Data Inc. calificó a OurCrowd como el fondo más activo de capital riesgo por 2 años seguidos en Israel.